# Betelefonálós műsor
A betelefonálós műsor olyan, a televízióban látható nyereményjáték, melyben a képernyőn látható egyszerű feladvány megoldására vállalkozók nyerhetnek, ha felhívják a műsorban megadott emelt díjas telefonszámot, adásba kerülnek és megmondják a helyes megfejtést. A betelefonálós műsorokkal szemben több probléma felmerült, tekintve, hogy a betelefonálók igen magas telefonszámlákat kaphatnak úgy, hogy a játékba nagy részük be sem kerül. Magyarországon a Gazdasági Versenyhivatal 2007-ben vizsgálatot is indított négy tévécsatorna, az ATV, a Spektrum TV, a TV2 és az RTL Klub egy-egy betelefonálós műsora miatt Bírságot végül nem szabtak ki, de kötelezték a tévécsatornákat, hogy a hívás bruttó díját olvashatóan feltüntessék a képernyőn, valamint azt, hogy a betelefonálás nem jelent automatikus adásba kerülést. Romániában 2004-ben csalás miatt eljárás indult a Telemedia cég ellen, mely hatvan országban sugároz ilyen műsorokat. Az Egyesült Királyságban is több hasonló műsor játszási jogát felfüggesztették, mert felmerült a gyanú, hogy túlszámlázzák a hívásokat.
Amikor csak egyetlen televíziós adó volt Magyarországon, akkor is voltak betelefonálós műsorok, mint a torpedó, az amőba, vagy a Kapcsoltam, melyekkel szemben azonban sohasem merült fel panasz. A kereskedelmi televíziózás megjelenésével az új betelefonálós műsorok hitelességét több internetes fórumon, portálon is megkérdőjelezik.